# Merionoeda melanopsis
Merionoeda melanopsis es una especie de insecto coleóptero de la familia Cerambycidae. Estos longicornios son endémicos de las islas Aru (Indonesia).
Mide unos 7 mm.